# الفشال

تعديل مصدري - تعديل

الفشال هي إحدى قرى عزلة جعار بمديرية خنفر التابعة لمحافظة أبين، بلغ تعداد سكانها 144 نسمة حسب تعداد اليمن لعام 2004.